# Костенко Володимир Іванович (історик)
Володимир Іванович Костенко (1949–1996) — український історик, археолог-сарматолог.

## Біографія
Володимир Іванович Костенко народився 25 січня 1949 року у м. Оріхів Запорізької області у родині вчителів.
Батько – Костенко Іван Митрофанович – викладав російську мову та літературу в місцевій школі, працював на посаді завуча. Мати – Костенко Таїсія Матвіївна -  вчителька молодших класів. Мали державні нагороди за сумлінну працю та участь у Другій світовій війні.
Після закінчення школи Володимир Іванович рік працював на місцевому заводі. 1968 р. був призваний до армії, служив у 1968-1970 роках в Чехословаччині. Після демобілізації вступив на підготовче відділення Дніпропетровського державного університету. У 1971-1976 роках – студент ДДУ. За часів навчання здобув медаль академії наук СРСР за найкращу студентську роботу. У 1980 році захистив кандидатську дисертацію, здобувши ступінь кандидата історичних наук за рішенням спеціалізованої вченої ради при Інституті археології АН УРСР від 17 лютого 1981 року.  Постійно перебував на адміністративних посадах, наприклад, як заступник декана, у 1993-1996 роках - завідувач кафедри історії України ДДУ.
Дружина (з 1973 р.) – Дрьомова Валентина Василівна, нині — завідувач кабінетом філософії у Придніпровській державній академії будівництва та архітектури. Донька – Чечельницька (до шлюбу Костенко) Ганна Володимирівна – кандидат історичних наук, нині — доцент кафедри гуманітарних дисциплін Дніпропетровської державної фінансової академії.
Помер Володимир Іванович 22 листопада 1996 року у м. Дніпропетровськ від передозування знеболювальних препаратів (було введено лише дві ампули лідокаіну) під час операції із видалення гландів. Неофіційно вважається, що смерть пов'язана із містичними обставинами (тримав у власній спальні вдома колекцію людських черепів із курганних поховань різних часів).